# Vilela (Paredes)
Vilela is een plaats (freguesia) in de Portugese gemeente Paredes en telt 5080 inwoners (2001).